# Belait (dystrykt)
Belait (malajski Daerah Belait) – jeden z czterech dystryktów Brunei, zajmujący zachodnią część kraju. Stolicą dystryktu jest Kuala Belait. 
Belait jest największym spośród czterech dystryktów Brunei. Zajmuje powierzchnię 2727 km², tj. około połowy powierzchni całego państwa. Zamieszkuje go 54 200 (2018) mieszkańców. Dzieli się na 8 mniejszych jednostek administracyjnych (mukimów). Większe miasta i wsie dystryktu, to obok Kuala Belait: Badas, Bukit Sawat, Kuala Balai, Labi, Lumut, Melilas, Seria, Sungai Liang i Sukang.
Przepływa przez niego najdłuższa rzeka państwa: Belait.

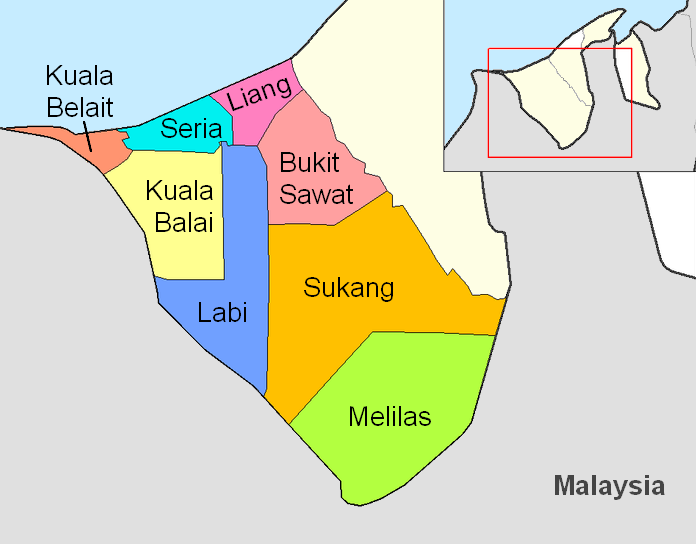
Mukimy dystryktu Belait